# Ulrich Voderholzer
Ulrich Voderholzer (* 17. Mai 1961 in München) ist ein deutscher Psychiater und Buchautor. Seit 2010 ist er ärztlicher Direktor der Schön Klinik Roseneck in Prien am Chiemsee.

## Leben
Ulrich Voderholzer wuchs in München auf. Von 1980 bis 1987 studierte er Medizin an der Ludwig-Maximilians-Universität München sowie der Tufts University in Boston. 1988 promovierte er an der Ludwig-Maximilians-Universität München. 1993 schloss er die Facharztausbildung an der Psychiatrischen und Neurologischen Universitätsklinik München ab. 2002 habilitierte er mit dem Thema „Beiträge der Schlafforschung zum Verständnis und zur Behandlung depressiver Erkrankungen“ an der Klinik für Psychiatrie und Psychotherapie der Universitätsklinik Freiburg und wurde dort 2005 zum außerplanmäßigen Professor ernannt. Seit 2010 ist er ärztlicher Direktor der Schön Klinik Roseneck in Prien am Chiemsee. In Kooperation mit der Ludwig-Maximilians-Universität München leitet er die dort angesiedelte Arbeitsgruppe Psychotherapie- und Versorgungsforschung mit den Forschungsschwerpunkten Zwangsstörungen und Essstörungen. Seine Mutter war die Schriftstellerin Maria Voderholzer. Sein Bruder ist der derzeitige Bischof von Regensburg Rudolf Voderholzer.

## Preise und Würdigungen
- Psychotherapiepreis der DGPPN 2009

## Verbandstätigkeiten
- Vorsitzender des wissenschaftlichen Beirats der Deutschen Gesellschaft für Zwangserkrankungen
- Chair Section Eating Disorder der World Psychiatric Association (WPA)[4]
- Leiter des Referates Psychosomatik der DGPPN
- Sprecher des Kuratoriums des Bundesfachverbandes Essstörung (BFE)

## Bücher (Auswahl)

### Als Autor
- Koch, S., Bähring, D. & Voderholzer, U: Ratgeber Zwangsstörungen: Effektive Strategien zur Bewältigung von Zwängen, Hogrefe, 2023, ISBN 978-3-8017-3012-3
- Ulrich Förstner, Anne Katrin Külz, Ulrich Voderholzer: Zwangsstörungen erfolgreich behandeln - Ein fallorientiertes Therapiemanual, Kohlhammer, 2023, ISBN 978-3-17-0383425

- Nina Dittmer, Claudia Mönch, Michael Marwitz, Mareike von der Mühlen, Sabine Baumann, Ulrich Cuntz, Katharina Alexandridis, Markus Fumi, Ulrich Voderholzer: Zwanghaftes Bewegungsverhalten bei Essstörungen – Ein Therapiemanual, Hogrefe, 2019, ISBN 978-3-8017-2951-6
- Anne Katrin Külz, Ulrich Voderholzer: Pathologisches Horten, Hogrefe, 2018, ISBN 978-3-8017-2785-7
- Ulrich Voderholzer, Andreas Hillert, Gabriele Hiller: Burnout und Depression – Das Hilfebuch in der Lebenskrise, TRIAS, 2018, ISBN 978-3-432-10333-4
- Carl Leibl, Gislind Wach, Ulrich Voderholzer: Hilferuf Essstörung – Rat und Hilfe für Betroffene, Angehörige und Therapeuten, Kohlhammer, 2018, ISBN 978-3-17-022127-7
- Christian Ehrig, Ulrich Voderholzer: Der gute und erholsame Schlaf – Was Sie darüber wissen sollten, Verlag Hans Huber, 2014, ISBN 978-3-456-85391-8
- Dieter Riemann, Ulrich Voderholzer: Der gestörte Schlaf – Via regia zum Verständnis depressiver Erkrankungen, UNI-MED, 2003, ISBN 978-3-89599-626-9

### Als Herausgeber

#### Zeitschriften
- Der Nervenarzt
- Verhaltenstherapie
- PSYCH up2date

#### Bücher
- Ulrich Voderholzer, Fritz Hohagen (Hrsg.): Therapie psychischer Erkrankungen – State of the Art (20. Auflage), Elsevier, 2024
- Ulrich Voderholzer, Norbert Norbert, Benedikt Reuter (Hrsg.): Praxishandbuch Zwangsstörung und verwandte Störungen, Elsevier, 2023,  ISBN 978-3-437-225413
- Tilman Sauerbruch, Thomas Benzing, Hans-Christoph Diener, Peter Falkai, B. Michael Ghadimi, Heinz Kölbl, Bernhard Manger, Stefan C. Müller, Georg Nickenig, Wilhelm-Bernhard Niebling, Klaus G. Parhofer, Wolfgang Rascher, Hubert Serve, Ulrich Voderholzer, Claus Vogelmeier, Matthias M. Weber (Hrsg.): Therapie-Handbuch – Jahrbuch 2019, Elsevier, 2019, ISBN 978-3-437-24951-8
- Tilman Sauerbruch, Thomas Benzing, Hans-Christoph Diener, Peter Falkai, B. Michael Ghadimi, Heinz Kölbl, Bernhard Manger, Stefan C. Müller, Georg Nickenig, Wilhelm-Bernhard Niebling, Klaus G. Parhofer, Wolfgang Rascher, Hubert Serve, Ulrich Voderholzer, Claus Vogelmeier, Matthias M. Weber (Hrsg.): Therapie-Handbuch – Jahrbuch 2018, Elsevier, 2018, ISBN 978-3-437-24950-1
- Ulrich Voderholzer (Hrsg.): Psychiatrie und Psychotherapie in der medizinischen Ausbildung – Ein praktischer Leitfaden, Kohlhammer, 2007, ISBN 978-3-17-019470-0
- Mathias Berger, Jürgen Fritze, Christa Roth-Sackenheim, Ulrich Voderholzer: Die Versorgung psychischer Erkrankungen in Deutschland – Aktuelle Stellungnahmen der DGPPN 2003–2004, Springer, 2005, ISBN 978-3-540-23944-4